# 栗駒高原車站
栗駒高原車站（日语：／ Kurikoma-kōgen eki */?）是位於日本宮城縣栗原市，由東日本旅客鐵道（JR東日本）所經營的鐵路車站。此站是東北新幹線的沿線車站，也是新幹線的專用車站。

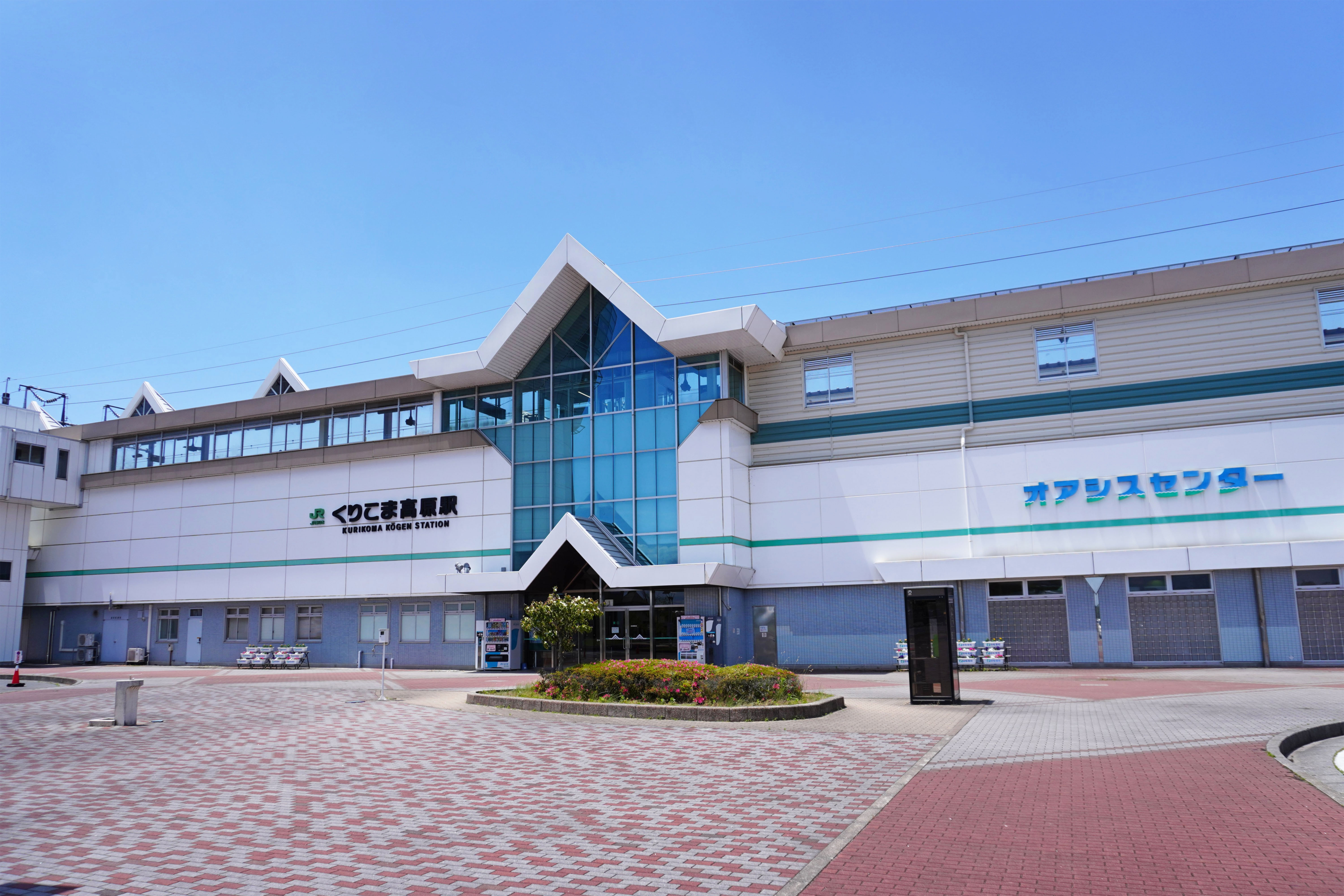
東口(2023年6月)

## 概要
東北新幹線建設期間，宮城縣築館町於1979年發起設站請願，當時暫名為「築館站」，後來設站位置改到志波姫町，1980年縣內1市23町村成立促進會繼續推動設站，預定命名為栗原登米，日本國有鐵道希望地方政府自行籌措設站經費，估計約45億日圓，經過協調，由栗原郡下的各町村共同負擔18億、宮城縣負擔20億、栗原郡內民間捐資4.2億，登米郡、本吉郡及氣仙沼市共同向民間募資3.8億。國鐵分割民營化、JR東日本成立後，要求地方政府無償讓渡建站用地，以確保將來擴充為四線的空間。1988年10月舉行祈福儀式正式開工建站。1989年JR東日本希望地方政府重新考慮站名，當地公開徵求了「栗原登米」、「三陸栗原登米」、「奥宮城」、「天鵝」與「伊豆沼」這五個候選名稱給JR東日本，但JR東日本最終未採用這五個站名，而是自行將車站定名為「栗駒高原」，由於當時仍存在栗駒町，為避免有命名獨厚該町的聯想，JR東日本將站名中的「栗駒」改以平假名表示。經過一連串波折，車站於1990年3月10日正式啟用。
在建站時原本規劃本站與栗原電鐵（之後改制為栗原田園鐵道）相連，但卻沒實際成局。無法與新幹線車站相連而作為接駁線作用的栗原田園鐵道在不堪長期的虧損之後，於2007年廢線歇業。目前離栗駒高原車站最近的，是東北本線上的石越車站，相距約9.5公里，兩站之間有定期的公車班次往返。

## 車站結構

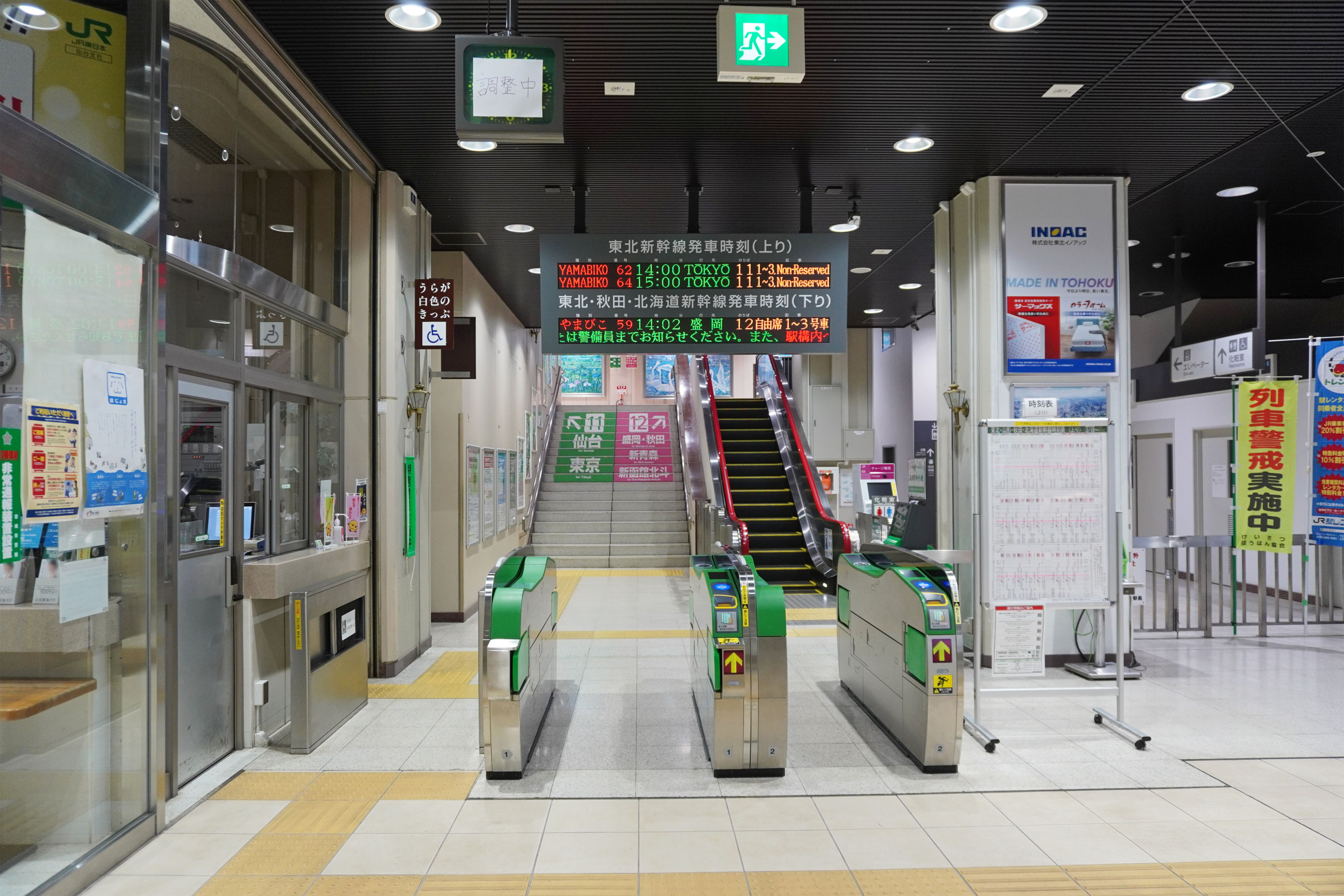
驗票閘口(2023年5月)

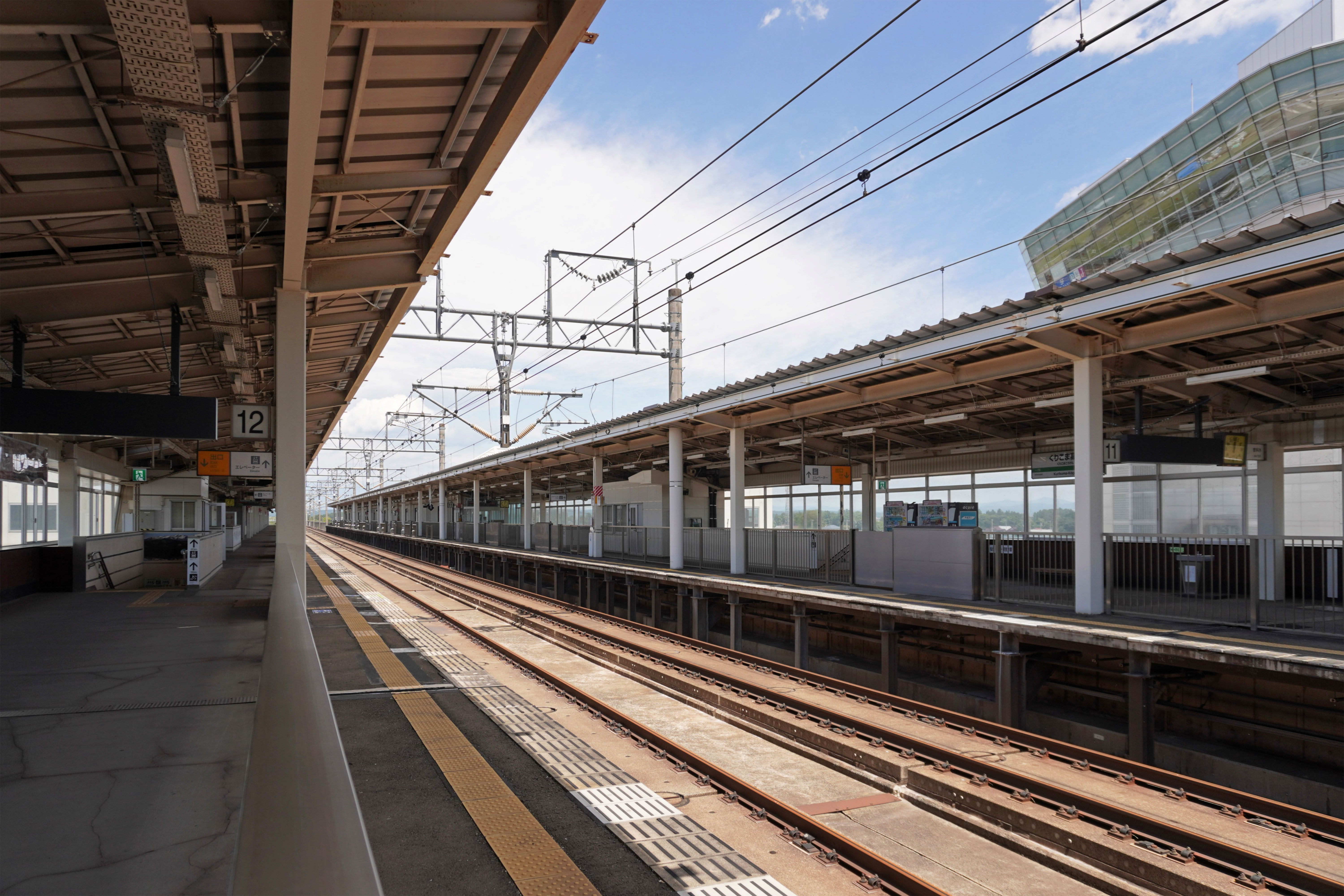
月台(2023年6月)

本站為對向式月台2面2線的高架車站。由於不設通過線，月台直接面向本線，有列車在眼前高速通過的危險，因此設置月台閘門。車站完工時月台只可供12節編組列車停車，現時可停靠標準軌規格10節加迷你新幹線規格7節共17節編組的列車。

### 月台配置
| 月台 | 路線                   | 方向 | 目的地                             |
| ---- | ---------------------- | ---- | ---------------------------------- |
| 11   | 東北·秋田·北海道新幹線 | 上行 | 仙台、宇都宮、大宮、東京方向       |
| 12   | 東北·秋田·北海道新幹線 | 下行 | 盛岡、新青森、秋田、新函館北斗方向 |

## 相鄰車站
東日本旅客鐵道
東北新幹線
古川－栗駒高原－一之關

## 外部連結
- （日語）栗駒高原車站（JR東日本） （页面存档备份，存于）

38°44′56″N 141°4′18″E / 38.74889°N 141.07167°E